# Prvosenka jarní šedavá
Prvosenka jarní šedavá (Primula veris subsp. canescens (Opiz) Hayek ex Lüdi in Hegi, Illustr. Fl. Mitteleur., 5 (3): 1752, 1927) je poddruhem prvosenky jarní, patří mezi ohrožené rostliny (C3). Listová čepel je směrem k bázi většinou pozvolna zúžená, na spodní straně je hustě chlupatá až plstnatá (vzácně olysalá), chlupy jsou 0,5 až 0,8 mm dlouhé, kalich je 17 až 22 mm dlouhý. V České republice je termofytiku lokálně hojná, v mezofytiku mnohem vzácnější, většinou jen v teplejších polohách (rozšíření v  této oblasti není možno stanovit vzhledem k častým přechodným formám a omezené možnosti využití literárních údajů). V oreofytiku chybí. Její výskyt je také omezen na planární až suprakolinní stupeň (max.: vrch Sedlo, 727 metrů). Vyskytuje se ve střední Evropě (kromě horských oblastí), na západě na jihu Francie a na severu Španělska.

## Synonyma
- - Primula officinalis (L.) Hill var. canescens Opiz in B. V. von Berchtold, Oekon.-Techn. Fl. Böhm., 2 (2) : 204, 1839[1]
  - Primula officinalis (L.) Hill var. montana Rouy. Fl. Fr., 10 : 201, 1908 (nom. illeg. )[1] 
  - Primula elatior (L.) Hill subsp. canescens (Opiz) P. Fournier, Fl. Compl. Plaine Franç. : 321, 1928[1]
  - Primula inflata Lehm., Monogr. Primul. 26, t. 2. f. 1, 1817[3]
  - Primula veris subsp. inflata (Lehm.) Domin, Monogr. Primul. 26, t. 2. f. 1. 1817, 1936[3]
  - Primula pannonica A. Kerner, Sched. Fl. Exs. Austro-Hung 46, 1886[4]